# عبد الرضا بارزيغاري
عبد الرضا بارزيغاري (بالفارسية: عبدالرضا برزگری) (مواليد 3 يوليو 1958 في عبادان، إيران) هو لاعب كرة قدم إيراني دولي سابق.

## السيرة مع الأندية
بارزيغاري كان معروف باسم «اللؤلؤة الفارسية السوداء». بدأ يلعب كرة القدم في سن مبكرة في حيه أحمد أباد في عبادان. بعد تغيير بعض الفرق خلال سنواته الأولى انضم إلى نادي صنعت نفط عبادان أشهر فريق في محافظة خوزستان. كانت بدايته في سن السابعة عشر ضد نادي تراكتور سازي في بطولة كأس تخت جمشيد غير أنّ بدايته لم تكن واعدّة جدا للاعب الشاب. تم اختياره للمباراة التالية لكنه برز مع الفريق الذي استضاف نادي برسبوليس في عام 1975 الذي كان يضم لاعبين كبار مثل علي بروين وبرويز قليج خاني. بعد ذلك سرعان ما أصبح بارزيغاري لاعباً مشهوراً مميزاً لمهارته الممتازة في المراوغة. تم اختياره لمنتخب إيران تحت 20 سنة لتمثيله في بطولة العالم للشباب لكرة القدم 1977 في تونس. سجل في تلك البطولة في مرمى منتخب ساحل العاج مساهما في فوز إيران 3-0 واحتلاله المركز الثاني خلف المتصدر البرازيل ولكنه خرج من البطولة. ثم تم تصعيده إلى منتخب إيران. بعد ذلك بعدة سنوات لعب كرة القدم في الخارج في الإمارات وقطر ومصر. لعب موسمين لنادي النصر ثم انتقل إلى نادي قطر وظل هناك حتى انضم إلى النادي المصري في عام 1992 مع صديقه ابراهيم قاسمبور.

## السيرة مع المنتخب
كان عضوًا في منتخب إيران تحت 20 سنة لكرة القدم في بطولة العالم للشباب لكرة القدم 1977. لعب لأول مرة لمنتخب إيران لكرة القدم في طهران في 6 سبتمبر 1978 مقابل منتخب الاتحاد السوفييتي لكرة القدم. بعد ذلك لعب لمنتخب إيران في تصفيات دورة الألعاب الأولمبية الصيفية 1980 وكأس آسيا 1980.

### الأهداف الدولية
كتبت النتائج لإيران.
| # | التاريخ        | المدينة                          | الخصم                    | النتيجة |
| - | -------------- | -------------------------------- | ------------------------ | ------- |
| 1 | 27 فبراير 1980 | سنغافورة، سنغافورة               | الصين                    | 2-2     |
| 2 | 7 مارس 1980    | سنغافورة، سنغافورة               | الهند                    | 2–0     |
| 3 | 9 مارس 1980    | سنغافورة، سنغافورة               | سريلانكا                 | 11-0    |
| 4 | 9 مارس 1980    | سنغافورة، سنغافورة               | سريلانكا                 | 11-0    |
| 5 | 12 مارس 1980   | سنغافورة، سنغافورة               | سنغافورة                 | 4-0     |
| 6 | 7 سبتمبر 1980  | أبوظبي، الإمارات العربية المتحدة | الإمارات العربية المتحدة | 3-0     |
| 7 | 22 سبتمبر 1980 | الكويت، الكويت                   | بنغلاديش                 | 7-0     |
| 8 | 22 سبتمبر 1980 | الكويت، الكويت                   | بنغلاديش                 | 7-0     |